# Петрина Дмитро Якович
Дмитро́ Я́кович Петри́на (23 березня 1934, село Торгановичі, нині Старосамбірський район Львівська область — 20 червня 2006) — український математик, академік НАН України.

## Біографія
Дмитро Якович Петрина народився 23 березня 1934 року у селі Торгановичі, що на Старосамбірщині в селянській родині. Після закінчення середньої школи в 1951 році вступив до Львівського державного університету імені Івана Франка на механіко-математичний факультет, який закінчив у 1956 році за спеціальністю механік. Наприкінці 1956 року вступив до аспірантури при Інституті математики АН УРСР. По завершенню аспірантури в 1959 році був залишений на роботі в цьому інституті на посаді молодшого наукового співробітника, а з 1963 року працював на посаді старшого наукового співробітника. У 1966 році був переведений в Інститут теоретичної фізики АН УРСР, де спочатку працював старшим науковим співробітником, завідувачем лабораторії. З 1978 році він очолив створений ним у Інституті теоретичної фізики АН УРСР відділ статистичної механіки. У зв'язку з переведенням відділу статистичної механіки з Інституту теоретичної фізики АН УРСР в Інститут математики АН УРСР з 1986 року Петрина Дмитро Якович був прийнятий на посаду завідувача наукового відділу математичних методів в статистичній механіці Інституту математики АН УРСР, де й продовжував працювати на зазначеній науковій посаді до останнього дня.
У 1961 році захистив кандидатську дисертацію. У 1969 році захистив докторську дисертацію в Інституті математики АН УРСР. У 1981 році йому присвоєно вчене звання професора кафедри теоретичної фізики Київського університету імені Тараса Григоровича Шевченка. У 1988 року його обрано членом-кореспондентом АН УРСР, а в травні 2006 року — дійсним членом НАН України.

### Науковий здобуток
Науковий здобуток академіка Дмитра Яковича Петрини налічує понад 170 наукових праць, серед яких 6 монографічних оглядів і 8 монографій, широко відомих у світі. Свою дев'яту монографію він завершив, але не встиг побачити її виходу в світ. Праці вченого відзначено Державною премією України в галузі науки та техніки за 2001 рік, премією Президії АН УРСР імені М. М. Крилова та премією Президії НАН України імені М. М. Боголюбова.
Петрина був яскравим представником школи Боголюбова-Парасюка з математичної фізики. Він збагатив науку результатами в галузі квантової теорії поля, класичної і квантової статистичної механік та теорії граничних задач в областях зі складною структурою. Серед них всесвітньо відома теорема Боголюбова—Петрини—Хацета про існування термодинамічної границі рівноважних станів статистичних систем, на основі якої наприкінці ХХ сторіччя була розвинута сучасна математична статистична механіка. Класична теорема Петрини про неможливість існування нелокальної квантової теорії поля з додатним спектром енергії імпульсу визначила напрям розвитку квантової теорії поля на значний період. Вченим сформульовано та досліджено рівняння для коефіцієнтних функцій матриці розсіювання квантової теорії поля, йому належать класичні результати з дослідження спектрів модельних гамільтоніанів теорії надпровідності й надплинності у введених ним просторах трансляційно-інваріантних функцій. У циклі недавніх робіт він відкрив нову гілку спектру гамільтоніана теорії надпровідності, що стало великою несподіванкою для дослідників у цій галузі. В останні дні свого життя Дмитро Якович працював над новою монографією, в якій розвивалися ці актуальні результати. З його робіт початку 70-х років XX століття йдуть витоки математичної теорії нерівноважних статистичних систем. У його піонерських працях у цій області була побудована теорія ланцюжків рівнянь Боголюбова нескінченних динамічних систем та вперше доведено існування термодинамічної границі для нерівноважних станів. Останніми роками ним була розв'язана фундаментальна проблема обґрунтування виводу кінетичного рівняння Больцмана, яке дуже широко використовується останнім часом не лише при дослідженні газів, плазми, конденсованих станів багаточастинкових систем, але й для опису різноманітних еволюційних процесів у сучасних технологіях.
Дмитро Якович — не лише вчений, але й педагог. Протягом тридцяти років він викладав у Київському університеті імені Тараса Шевченка на фізичному та механіко-математичному факультетах, підготував 15 кандидатів та 7 докторів наук. В особі Дмитра Яковича разом з педагогічними здібностями гармонійно поєднувалися талант дослідника й організатора. Він був секретарем секції Вченої ради, експертом Вищої атестаційної комісії при Раді Міністрів СРСР та членом редакційної колегії наукового журналу «Український математичний журнал». Вчений співпрацював з багатьма провідними науковцями різних країн: Росії, Італії, Канади, Австрії, Польщі, Ірландії, Німеччини, Франції, Бельгії, США, Японії, Болгарії, Чехії. Його неодноразово запрошували для участі в роботі міжнародних наукових конференцій і конгресів.

## Наукові роботи
- Petrina D. Ya., Petrina E. D. Stochastic dynamics and Boltzmann hierarchy, I// Ukr. Math. J. — 1998. — № 50 (2). — P. 195—211.
- Petrina D. Ya., Petrina E. D. Stochastic dynamics and Boltzmann hierarchy, II// Ukr. Math. J. — 1998. — № 50 (3). — P. 372—388.
- Petrina D. Ya., Petrina E. D. Stochastic dynamics and Boltzmann hierarchy, III// Ukr. Math. J. — 1998. — № 50(4). — P. 552—570.
- Gerasimenko V. I., Petrina D. Ya. The generalized kinetic equation generated by the BBGKY hierarchy.// ???. — 1998. — № 43 (6/7). — P. 697—702.
- Petrina D. Ya., Gerasimenko V. I. and Malyshev P. V., Mathematical Foundations of Classical Statistical Mechanics. Continuous systems.// London and N.Y.: Taylor and Francis Sci. Publ., second ed. — 2002. — 352 p.
- Lampis M., Petrina D. Ya., Petrina K. D. Stochastic dynamics as a limit of Hamiltinian dynamics of hard spheres // Ukr. Math. J. — 1999. — № 51 (5). — P. 614—636.
- Petrina D. Ya. Methods of derivation of the stochastic Boltzmann hierarchy// Ukr. Math. J. — 2000. — № 52 (4). — P. 474—492.
- Petrina D. Ya. Spectrum and states of BCS Hamiltonian in finite domain. I. Spectrum// Ukr. Math. J. — 2000. — № 52 (5). — P. 667—690.
- Petrina D. Ya. Spectrum and states of the BCS Hamiltonian in finite domains. II. Spectra of excitations// Ukr. Math. J. — 2001. — № 53 (8). — P. 1080—1101.
- Lampis M., Petrina D. Ya. Spatially hormogeneous Boltzmann hierarchy as averaged spatially in homogeneous stochastic Boltzmann hierarchy// Ukr. Math. J. — 2002. — № 54(1). — P. 78-94.
- Petrina D. Ya. Spectrum and states of the BCS Hamiltonian in finite domain. III. The BCS Hamiltonian with mean-field interaction// Ukr. Math. J. — 2002. — № 54 (11). — P. 1486—1504.
- Petrina D. Ya. Model BCS Hamiltonian and approximating Hamiltonian for an infinite volume. IV. Two branches of their common spectra and states// Ukr. Math. J. — 2003. — № 55 (2). — P. 174—197.
- Petrina D. Ya. Equilibrium and nonequilibrium states of model Fr hlich — Peierls Hamiltonian// Ukr. Math. J. — 2003. — № 55 (8). — P. 1069—1087.
- M. Lampis, D. Ya. Petrina Stochastic Dynamics and Hierarchy for the Boltzmann Equation with Arbitrary Differential Scattering Cross Section// Ukr. Math. J. — 2004. — № 54 (12). — P. 1629—1653.
- Petrina D. Ya., Caraffini G. Analogue of Liouville Equation and BBGKY hierarchy for a System of Hard Spheres with Inelastic Collisions// Ukr. Math. J. — 2005. — № 57 (6), — P. 818—840.
- Petrina D. Ya. New Second Branch of Spectra of the BCS Hamiltonian and «Pseudo-Gap»// Ukr. Math. J. — 2005. — № 57 (11), — P. 1508—1534.
- Petrina D. Ya., Caraffini G. L. Solution of the BBGKY hierarchy for a system of hard spheres with inelastic collisions // Ukr. Math. J. — № 58. — № 3. — P. 371—381. — 2006.
- Petrina D. Ya. Stochastic dynamics and Boltzmann hierarchy.// De Gruyter. — Berlin — New York, 2009.
- Petrina D. Ya. Spectra and states of the BCS Hamiltonian with sources// Ukr. Math. J. — № 60(9). — P. 1448—1476. — 2008.